# Giacomo de' Rossi (vescovo)
Giacomo de' Rossi (Parma, prima del 1363 – San Secondo Parmense, 30 marzo 1418) è stato un vescovo cattolico italiano.

## Biografia
Figlio di Bertrando, conte di San Secondo ed Eleonora Rossi e fratello di Pietro Maria, studiò sin da giovane lettere, filosofia e sacre scritture. Nel 1387 ebbe l'incarico da Gian Galeazzo Visconti di leggere ragione canonica nell'università di Pavia, quindi venne nominato sempre da Visconti suo consigliere.
Dopo la conquista di Verona e la cacciata dei Della Scala, Gian Galeazzo fece rimuovere il vescovo di Verona Pietro della Scala assegnandolo alla diocesi di Lodi facendo insediare al suo posto Giacomo il 21 aprile 1388. In seguito Giacomo partecipò all'incoronazione di Gian Galeazzo a duca di Milano (1395), ottenendo dal Visconti conferma dei propri possedimenti e feudi nel parmense (all'epoca cogestiti con il fratello Pietro) in cambio del versamento delle decime al ducato di Milano da parte della diocesi di Verona. La proprietà dei feudi del parmense fu confermata nel 1400 da papa Bonifacio IX
Giacomo resse la diocesi di Verona per quasi vent'anni sino a quando nel 1405 Verona cadde nelle mani della Repubblica di Venezia. Essendo Giacomo compromesso con i milanesi, i veneziani chiesero al papa Innocenzo VII di rimuoverlo e assegnarlo a nuova sede episcopale. Il papa accondiscese alle loro richieste e nel 1406 Giacomo venne nominato vescovo di Luni.
Tuttavia il Rossi non risiedette nella nuova diocesi perché impegnato insieme al fratello Pietro nella difesa dei suoi possedimenti parmensi dalle mire espansionistiche di Ottobuono Terzi che nel frattempo aveva definito i due fratelli come nemici pubblici del comune di Parma.
In quel periodo Giacomo visse soprattutto presso la corte di Milano, fissando nel castello di Felino la sua residenza nel parmense mentre Pietro Maria scelse come residenza San Secondo dove di lì a pochi anni avrebbe iniziato la costruzione della Rocca dei Rossi.
Quando Ottobuono fu ucciso nell'agguato di Rubiera nel 1409, il suo teschio fu inviato a Giacomo che una volta che lo ebbe ricevuto, inorridito dalla cosa, ordinò preghiere e messe in suffragio del suo acerrimo nemico.
Secondo altre fonti invece furono proprio i due fratelli a chiederne la testa per esporla sulla torre del castello di Felino come segno di vendetta per colui il quale aveva cercato di sterminare i Rossi.
Eletto nel 1410 governatore della Marca di Ancona, partecipò al concilio di Costanza dove parteggiò per l'antipapa Giovanni XXIII venendo dal medesimo nominato Arcivescovo di Napoli il 6 marzo 1415, carirca che tenne sino alla morte.
Morì a San Secondo Parmense il 30 marzo 1418, lasciando al fratello minore Pietro la gestione dei feudi di famiglia